# Sphinx et la Malédiction de la momie
Sphinx et la Malédiction de la momie (Sphinx and the Cursed Mummy en version originale) est un jeu vidéo d'action-aventure à la troisième personne développé par Eurocom, sorti en 2003 sur PlayStation 2, Xbox et GameCube. Une version mobile du jeu développé par Humagade est sortie en 2004. Il ressort sur Windows en 2017.

## Trame

### Univers
Sphinx et la Malédiction de la Momie prends place en Égypte Ancienne, une terre fantaisiste divisée en plusieurs endroits, dont le plus connu est Uruk, la "Terre de l'Ombre", lieu de résidence de Seth. Par la suite, Sphinx parcourera de nombreux lieux, de la cité lacustre d'Abydos en passant par la ville hospitalière d’Héliopolis. Il rencontrera beaucoup d'habitants au cours de son voyage, certains d'entre eux lui apporteront une aide précieuse tandis que d'autres feront tout pour barrer la route de Sphinx.

### Lieux

#### Uruk
La "Terre de l'Ombre" , nommée ainsi en référence aux nuages noirs qui dissimulent le ciel. Uruk est une terre désolée volcanique qui est habitée par des animaux obscures. Les environs d'Uruk ne sont que des plaines dévastées frappées par les boules de feu qui s'y écrasent et déchirée par de nombreux fissures dans la terre où s'écoulent des rivières de lave en fusion. Le Palais d'Uruk est le seul édifice marquant qui soit une gigantesque structure dominant le paysage tout entier. Au centre de ce Palais, un rayon de lumière rouge s'élève au ciel mais brûle tout être vivant malchanceux où assez fou de se promener trop près de sa portée. Le Palais dispose d'une technologie très avancée, dont certains peuvent être considérés futuristes par rapport à l'époque du jeu. Uruk était originellement habité par une espèce pacifique avant que Seth renverse la terre et crée son Palais. Les derniers membres des Urukites se dissimulent à l'intérieur des passages secrets du Palais, seulement certains d'entre eux sont aussi enfermés où tués.

#### Luxor (Louksor)
Cet endroit est exploré brièvement uniquement quand nous incarnons Toutankhamon la première fois. Le joueur peut seulement parcourir le gigantesque palais et un petit jardin extérieur en forme de cour, ainsi presque rien n'est connu à propos de l'environnement de Luxor. Cette zone semble être peuplée exclusivement par les humains.

#### Abydos
La cité portuaire Abydos, une cité apparemment construite sur la mer, était autrefois un prospère centre culturel de l’Égypte. Pendant les événements du jeu, celle-ci est dévastée par des Anguilles Électriques dans l'eau, le vol de la collection des joyaux du musée et la maladie du maire, qui a été en fait empoisonné par les serviteurs de Seth. La momie trouvera les bijoux volés dans le Palais d'Uruk, et les enverra à Sphinx qui à son tour les rendra au musée. Il découvrira aussi les éléments vitaux qui aideront Sphinx à sauver le maire de sa maladie. Les natifs d'Abydos sont des oiseaux anthropomorphiques qui se tiennent avec une posture humaine et peuvent aussi parler.

#### Héliopolis
La cité du désert Héliopolis, tout comme Abydos, était une terre paisible et hospitalière mais n'est actuellement rien de moins qu'un désert aride à perte de vue. Un gigantesque mur s'étend sur l'ensemble d'Héliopolis et a été construit par Anubis afin de protéger le peuple du mal d'Uruk. Les natifs Héliopiens sont des chiens anthropomorphiques de diverses races et, comme le peuple d'Abydos, peuvent parler parfaitement bien. C'est aussi le foyer d'Imhotep, l'un des alliés soutenant les protagonistes.